# Manfred F. Fischer
Manfred Frithjof Fischer (Ohrdruf, 12 febbraio 1936) è uno storico dell'arte tedesco.

## Biografia
Fischer ha studiato storia dell'arte, storia e germanistica a Erlangen e Gottinga, dove ha conseguito il dottorato nel 1964 con una tesi su "L'ex monastero cistercense di Heilsbronn vicino Ansbach". Dopo aver lavorato presso l'Istituto centrale di storia dell'arte di Monaco di Baviera e presso la Bibliotheca Hertziana di Roma, nel 1970 è diventato curatore dell'amministrazione bavarese di palazzi, giardini e laghi di stato a Monaco. Dal 1973 al 1998 ha infine diretto l'ufficio di protezione dei monumenti della città libera e anseatica di Amburgo. Insegna anche all'Università di Amburgo dal 1974. 
Ha pubblicato numerosi libri e articoli sull'arte europea e storia dell'architettura, in particolare di Amburgo, così come la storia e la teoria della conservazione del patrimonio. 

## Collegamenti web
- (DE) Katalog der Deutschen Nationalbibliothek (opere di e su Manfred F. Fischer), su portal.dnb.de, Biblioteca nazionale tedesca.

| Controllo di autorità | VIAF (EN) 67326665 · ISNI (EN) 0000 0000 3664 9398 · LCCN (EN) n83208866 · GND (DE) 121585026 · J9U (EN, HE) 987007458792805171 |